# Berry Bickle
Berry Bickle (Bulawayo, Zimbàbue, 1959) és una artista visual originària de Zimbàbue. Bickle va estudiar Belles Arts a l'Institut de Tecnologia de Durban i a la Universitat de Rhodes, de Sud-àfrica. Actualment, treballa entre Zimbàbue i Moçambic en el camp de la pintura, el dibuix, la instal·lació, la fotografia, el vídeo i la ceràmica. La seva obra se centra en les qüestions de la teoria i la pràctica del totalitarisme i el postcolonialisme. El treball de Bickle ha estat exposat àmpliament tant a nivell nacional com internacional, incloent les biennals d'arts de Venècia (2011), Dakar (2006), Johannesburg (1995) i l'Havana (1994).